# Lachnolaimus maximus

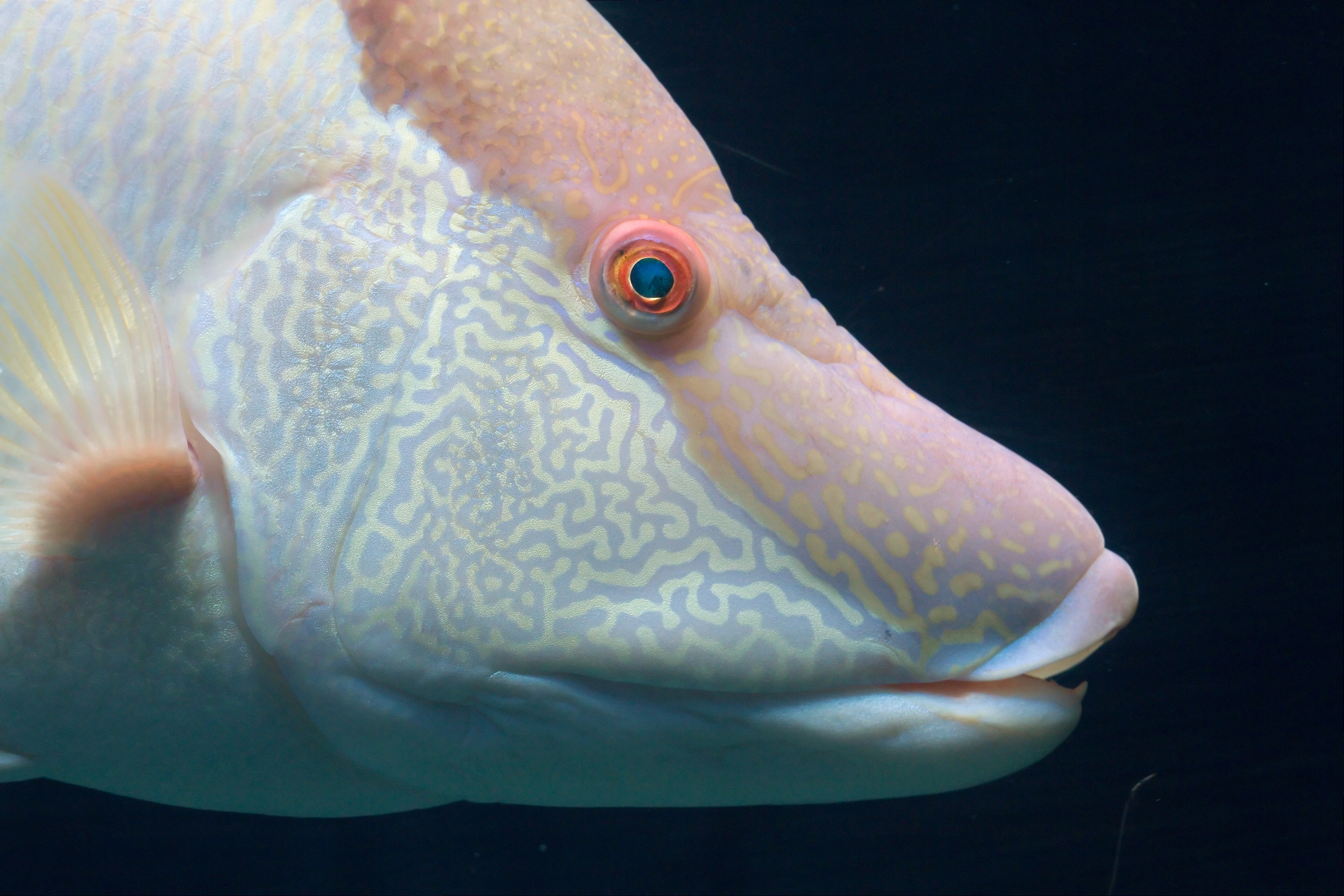
Testa di Pargo Gallo maschio adulto

Il pargo gallo (Lachnolaimus maximus (Walbaum, 1792), unica specie appartenente al genere è un pesce osseo marino della famiglia Labridae.

## Distribuzione e habitat
Si trova nell'ovest dell'oceano Atlantico, dal Canada al Golfo del Messico. Gli esemplari giovanili possono essere trovati soprattutto in zone ricche di vegetazione acquatica, mentre gli adulti vivono nelle barriere coralline o su fondali sabbiosi fino a 30 m di profondità.

## Descrizione
Le larve possono essere confuse con larve di Doratonotus megalepis. Negli adulti il corpo è molto compresso lateralmente, alto, con una colorazione molto variabile, dal rosso brunastro al grigio pallido. Il muso, che nelle femmine non presenta la fascia scura tipica dei maschi, ha una forma insolita ma funzionale per setacciare il substrato in cerca di cibo.
La pinna caudale è ampia. Sono particolari i primi tre raggi della pinna dorsale, allungati e simili a filamenti. La lunghezza massima è di 91 cm. È sempre presente una macchia scura sotto la pinna dorsale.

## Biologia

### Alimentazione
È carnivoro e la sua dieta comprende ricci di mare, molluschi (gasteropodi, bivalvi e scafopodi) crostacei granchi (Stenocionops furcatus), anfipodi e cirripedi.

### Riproduzione
Nel periodo riproduttivo (in Florida tra febbraio e marzo) forma gruppi di un solo maschio e diverse femmine. È un ermafrodita proterogino; le femmine cambiano sesso a un'età compresa tra i 3 e i 13 anni.

### Parassiti
I parassiti sono copepodi come Caligus atromaculatus, Orbitacolax analogus, Sagum texanum, Lernanthropus rathbuni e Hatschekia parva o isopodi come Nerocila benrosei.

### Predatori
È preda abituale di squali e altri pesci.

## Pesca
Viene pescato abbastanza frequentemente, ma in alcuni casi il consumo di questo pesce ha provocato intossicazioni (ciguatera).

## Conservazione
Questa specie è stata classificata come vulnerabile (VU) perché la pesca ne ha molto ridotto la popolazione.